# RPK

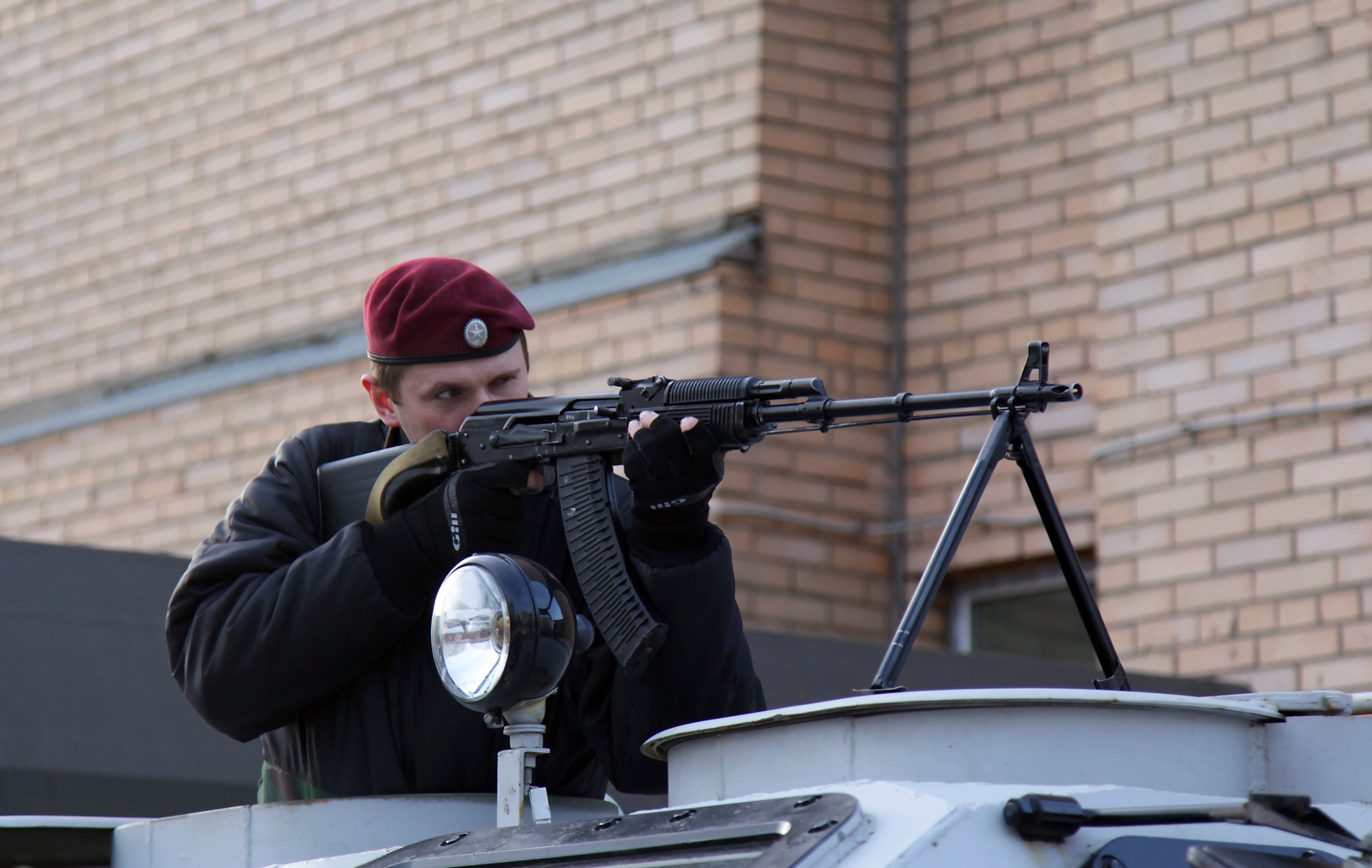
Um soldado com sua RPK-74M.

A RPK (em russo:  Ручной Пулемёт Калашникова, Ruchnoy Pulemyot Kalashnikova) é uma metralhadora leve de calibre 7,62x39mm, de projeto soviético. Desenvolvida por Mikhail Kalashnikov no final da década de 1950. Foi criada como parte de um programa feito para padronizar as armas do Exército Vermelho. Atualmente a RPK continua sendo usada por forças armadas de países da ex-União Soviética e algumas nações da Ásia e da África. A RPK foi, também, fabricada na Bulgária e na Roménia.

## Mecanismo operacional
A RPK funciona de forma idêntica ao AK-47. Ela também usa a mesma munição 7,62×39mm. Ele tem um layout de projeto semelhante ao da série de fuzis Kalashnikov, com modificações para aumentar o alcance efetivo e a precisão da RPK, melhorar sua capacidade de fogo sustentado e fortalecer a caixa da culatra.

## Variantes

### RPK
A metralhadora leve RPK com cartucho 7,62×39mm é essencialmente uma equivalente russa a uma arma automática de esquadrão. Foi adotada pela antiga União Soviética e emitida principalmente para unidades motorizadas. Posteriormente, foi adotada por diversas agências militares ao redor do mundo.

#### RPKS
A RPKS ("S" - Skladnoy (em russo:  складной) significa "dobrável") é uma variante da RPK com uma coronha de madeira dobrável lateralmente destinada principalmente aos paraquedistas militares. As alterações no projeto da RPKS são limitadas apenas à montagem do ombro, na parte traseira do receptáculo. Ela usa um munhão rebitado em ambas as paredes do receptáculo que possui um soquete e uma espiga, permitindo que a coronha se articule em um pino de articulação. O munhão tem um recorte no lado direito que é projetado para engatar a trava da coronha e travá-la no lugar quando dobrado. A coronha de madeira é montada em um casco giratório, que contém uma trava que fixa a coronha na posição estendida. A alça da eslinga traseira foi movida do lado esquerdo do corpo original para o lado direito da estrutura original.

### RPK-74
A RPK-74 (РПК-74) foi introduzida em 1974 junta com o fuzil de assalto AK-74 e possui câmara para o novo cartucho intermediário 5,45×39mm. Foi derivada do fuzil AK-74, com modificações que refletem aquelas feitas na AKM para criar a RPK.
A RPK-74 também utiliza um cano cromado mais longo e pesado, que possui um novo bloco de gás com canal de gás em ângulo de 90° em relação ao eixo da alma e um anel para a haste de limpeza. Também é equipada com um bipé dobrável e uma torre de massa de mira diferente. O cano é rosqueado para um quebra-chamas ou dispositivo de disparo de festim.
O munhão traseiro foi reforçado e o alojamento do carregador foi reforçado com inserções de aço.
Além disso, a RPK-74 possui um mecanismo de retorno modificado em comparação com o AK-74, que usa um novo tipo de haste guia de mola metálica e mola de recuo. O conjunto da alça de mira, o guarda-mão dianteiro e a tampa protetora contra poeira do receptáculo foram todos mantidos na RPK.
A RPK-74 é alimentada por um carregador de cofre de aço ou polímero de 45 cartuchos, intercambiável com os carregadores do AK-74, e foi projetada para ser carregada a partir de pentes. Carregadores de tambor semelhantes aos usados nos modelos RPK anteriores foram testados durante sua fase de desenvolvimento, mas foram descontinuados em favor do carregador de cofre de 45 cartuchos. No entanto, recentemente foi iniciada a produção de um carregador de tambor de 97 cartuchos. Este tambor foi projetado para ser usado com o AK-107, mas também pode ser usado em qualquer arma 5,45×39mm com carregadores compatíveis, como a RPK-74 e a RPK-74M. Eles também estavam testando tambores convencionais experimentais, um protótipo de carregador de tambor alimentado por fita com 100 cartuchos também foi criado. Ele se fixa bem ao carregador normal, mas os cartuchos são armazenados em uma fita de 100 cartuchos dentro de uma caixa. Um sistema de alimentação os remove da fita e os coloca em uma posição onde podem ser carregados através do compartimento normal. Este sistema é acionado por uma alavanca do carregador que se prende à alavanca de manejo. Não se sabe se isso já entrou em serviço.
O equipamento padrão inclui: oito carregadores, seis pentes (15 cartuchos por pente ), um guia speedloader, haste de limpeza, kit de limpeza, tipoia, frasco de óleo e dois porta-carregadores. Algumas variantes não vêm com a opção de kit de limpeza.
É amplamente utilizada pelos estados membros da antiga União Soviética, bem como pela Bulgária.

#### RPKS-74
A RPKS-74 é a variante paraquedista da RPK-74, equipada com uma coronha dobrável de madeira da RPKS.

#### RPK-74M
A RPK-74M (Modernizirovannij "Modernizado") é uma variante atualizada da RPK-74 desenvolvida em meados dos anos 90. Em linha com a variante do fuzil de assalto AK-74M, o guarda-mão inferior, a tampa do tubo de gás, a empunhadura de pistola e a nova coronha sintética da RPK-74M são feitos de poliamida preta com enchimento de vidro. A coronha tem o formato da coronha fixa da RPK-74, mas também tem dobras laterais como a RPKS-74. A coronha também possui um mecanismo de liberação mais fácil de usar, substituindo o comunicado de imprensa bala da RPKS e RPKS-74. Cada RPK-74M vem equipada de fábrica com um suporte de trilho lateral para montagem de mira óptica. Ela também inclui a maioria das mudanças econômicas da 74M, como o hardware com covinhas no cano, a omissão de cortes de iluminação no bloco de visão frontal e no pistão e na alavanca de liberação do tubo de gás estampada. Os carregadores atualizados foram produzidos pela Molot com nervuras horizontais subindo pelas laterais dos carregadores. Uma variante de exportação com câmara para o cartucho 5,56×45mm NATO também foi introduzida, designada como RPK-201. Também para exportação está a RPKM (A.K.A. RPK-203) de 7,62×39mm; ela usa os mesmos móveis de polímero da variante RPK-74M.

### Versões noturnas
A família RPK de metralhadoras leves também está disponível em configuração de combate noturno. Essas armas são designadas como RPKN, RPKSN, RPK-74N e RPKS-74N. Elas têm uma montagem em trilho lateral no lado esquerdo do receptáculo que aceita uma mira noturna NSP-3, NSPU ou NSPUM. Os modelos designados RPKN-1, RPKSN-1, RPK-74N e RPKS-74N podem montar a mira telescópica de visão noturna multimodelo NSPU-3 (1PN51), enquanto RPKN2, RPKSN2, RPK-74N2 e RPKS-74N2 podem montar a mira telescópica multimodelo de visão noturna NSPUM (1PN58).

## Operadores
- Afeganistão[9]
- Albânia:[9]
- Bulgária: Produzido pela Arsenal como o LMG em três diferentes calibres, 7,62×39mm, 5,45×39mm e 5,56×45mm NATO. Uma variante com coronha rebatível é conhecida como LMG-F.[9][10][11][12]
- Camboja[13]
- Cabo Verde[9]
- Chade[9]
- Comores[9]
- Cuba[9]
- Djibouti
- Alemanha Oriental
- Egito
- Etiópia[9]
- Iraque:[9] "Al Quds" fabricados no Iraque, também usado pela Curdistão iraquiano Peshmerga.
- Irã
- Hungria
- Mali
- Moldávia
- Nicarágua[9]
- Nigéria[9]
- Coreia do Norte: Type 64.[9]
- Polônia
- Romênia
- Rússia:[9] RPK-74 e RPK-74M.
- Sudão
- Ucrânia[9]
- Turquia
- Vietnã[14]
- Iémen[9]
- Zimbabwe[9]